# 大土村
大土村（おおつちむら）は、大阪府南部、泉南郡に属していた村。現在の泉佐野市南東部、樫井川上流域にあたる。

## 地理
- 山：雨山、小富士山、高城山、燈明ヶ岳、三峯山
- 河川：樫井川

## 歴史
- 1889年（明治22年）4月1日 - 町村制の施行により土丸村、大木村が合併して日根郡大土村が発足。
- 1896年（明治29年）4月1日 - 所属郡が泉南郡に変更。
- 1954年（昭和29年）4月1日 - 泉佐野市に編入。同日大土村廃止。

## 交通

### 道路
- 粉河街道

現在は上記の他に旧村域を阪和自動車道が通過するが、当時は未開業。

## 名所・旧跡・観光スポット・祭事・催事
- 犬鳴山温泉